# آورفلو
آورفلو (انگلیسی: 0verflow) شرکت بازی ویدئویی ژاپنی است، که در سال ۱۹۹۹ تأسیس شد.